# Ziya He
Ziya He (kinesiska: 子牙河) är ett vattendrag i Kina. Det ligger i den östra delen av landet, 110 km sydost om huvudstaden Peking.